# Seznam slovaških pesnikov
Seznam slovaških pesnikov.

## B
Ondrej Miloslav Bella - Peter Bella - Ján Botto - Ján Buzássy

## C
Samo Chalupka - 

## F
Ľubomír Feldek

## G
Hugolín Gavlovič - Marianna Grznárová -

## H
Maša Haľamová - Mila Haugová - Daniel Hevier - Michal Miloslav Hodža - Pavol Horov -
Pavol Hudák -
Svetozár Hurban-Vajanský -
Pavol Országh Hviezdoslav -

## J
Janko Jesenský

## K
Ján Kollár -
Ján Kostra - Mikuláš Kováč - Eva Kováčová -
Fraňo Kráľ -
Janko Kráľ -
Ivan Krasko -

## L
Ján Labáth - Ivan Laučík - Jozef Leikert -

## M
Jan(ko) Matúška - Vojtech Mihálik

## N
Laco Novomeský -

## P
Kamil Peteraj - Andrej Plávka

## R
Stanislava Chrobáková Repar - Peter Repka - Milan Rúfus (1928-2009) -

## S
Andrej Sládkovič -
Ján Smrek -

## Š
Josef Pavol Šafárik - Ján Štrasser - Ivan Štrpka - Ľudovít Štúr -

## T
Jozef Gregor Tajovský - Samo Tomášik -

## U
Jozef Urban - Milan Urban?

## V
Miroslav Válek - František Votruba -

## Z
Jonáš Záborský

## Ž
Štefan Žáry -